# Nemenčinė
Nemenčinė (en polaco: Niemenczyn) es una ciudad de la región etnográfica de Aukštaitija, condado y municipio de Vilna (Lituania). El municipio tenía una población de 5.885 habitantes en 2005. Se encuentra a 20 kilómetros al noreste de Vilna.

## Historia
En 1387, después de la cristianización de Lituania, Jogaila estableció la primera parroquia cristiana en Nemenčinė y construyó una iglesia.

## Ciudades hermanadas
Nemenčinė está hermanada con:
- Węgorzewo  Polonia
- Ełk  Polonia
- Suwałki  Polonia